# Quercus panamandinaea
Quercus panamandinaea är en bokväxtart som beskrevs av Cornelius Herman Müller. Quercus panamandinaea ingår i släktet ekar, och familjen bokväxter.
Artens utbredningsområde är Panamá. Inga underarter finns listade.